# Liste von Trennungseigenschaften von Mengen in topologischen Räumen
Im mathematischen Teilgebiet der Topologie ist es von Interesse, inwieweit zwei disjunkte Teilmengen eines topologischen Raums  unter Verwendung topologischer Begriffe als getrennt angesehen werden können. Derartige Trennungseigenschaften können auch auf zwei verschiedene Punkte angewendet werden, indem man diese als disjunkte einelementige Mengen betrachtet. Es gibt mehrere solcher Trennungseigenschaften, die hier in der Reihenfolge ihrer Stärke behandelt werden.
Im Folgenden sei {\displaystyle X} ein topologischer Raum.

## Separierte Teilmengen
Zwei disjunkte Teilmengen {\displaystyle A,B\subset X} heißen separiert, wenn jede dieser Mengen disjunkt zur abgeschlossenen Hülle der anderen ist, in Formeln
{\displaystyle {\overline {A}}\cap B=A\cap {\overline {B}}=\emptyset }.
Diese Eigenschaft heißt auf englisch separated und wird sehr selten mit getrennt übersetzt.
Manche Autoren nennen diese Eigenschaft auch schwach separiert englisch weakly separated.
Äquivalent sind {\displaystyle A} und {\displaystyle B} genau dann separiert, wenn jede der Mengen eine offene Umgebung besitzt, die die jeweils andere Menge nicht schneidet, das heißt wenn es offene Umgebungen {\displaystyle U} von {\displaystyle A} und {\displaystyle V} von {\displaystyle B} mit {\displaystyle A\cap V=\emptyset } und {\displaystyle B\cap U=\emptyset }.
Ein topologischer Raum ist definitionsgemäß ein T1-Raum, wenn je zwei verschiedene Punkte separiert sind.
Ein topologischer Raum ist genau dann zusammenhängend, wenn er nicht als Vereinigung nicht-leerer separierter Mengen geschrieben werden kann.
Die Intervalle {\displaystyle A=(0,1)} und {\displaystyle B=[1,2]} sind im topologischen Raum {\displaystyle \mathbb {R} } mit der üblichen Topologie zwar disjunkt, aber nicht separiert, denn die abgeschlossene Hülle von {\displaystyle A} hat mit {\displaystyle B} einen nicht-leeren Durchschnitt.

## Durch offene Mengen getrennte Teilmengen
Zwei disjunkte Teilmengen {\displaystyle A,B\subseteq X} heißen durch offene Mengen getrennt, wenn sie disjunkte offene Umgebungen besitzen, in Formeln
{\displaystyle \exists U,V\subseteq X{\text{ offen }}\colon A\subseteq U,B\subseteq V,U\cap V=\emptyset }.
Dieser Begriff wird häufig verwendet, ohne dass die Autoren ihn in einer Definition festhalten.
Sehr selten findet man auch die Redeweise durch offenen Mengen separiert.
Manche Autoren nennen diese Eigenschaft auch stark separiert (englisch strongly separated).
Ein topologischer Raum ist definitionsgemäß ein T2-Raum, wenn je zwei verschiedene Punkte durch offene Mengen getrennt sind. Ein topologischer Raum heißt normal, wenn je zwei disjunkte abgeschlossene Mengen durch offene Mengen getrennt werden können.
Durch offene Mengen getrennte Mengen sind offenbar separiert. Jeder  T1-Raum, der kein  T2-Raum ist, enthält zwei verschiedene Punkte, das heißt disjunkte einelementige Mengen, die zwar separiert, aber nicht durch offene Mengen getrennt sind. In einem unendlichen Raum mit der kofiniten Topologie gilt das sogar für je zwei verschiedene Punkte.

## Durch abgeschlossene Umgebungen getrennte Teilmengen
Zwei disjunkte Teilmengen {\displaystyle A,B\subseteq X} heißen durch abgeschlossene Mengen getrennt, wenn sie disjunkte abgeschlossene Umgebungen besitzen, in Formeln
{\displaystyle \exists U,V\subseteq X{\text{ offen }}\colon A\subseteq U,B\subseteq V,{\overline {U}}\cap {\overline {V}}=\emptyset }.
Auch dieser Begriff wird in der Topologie verwendet, ohne dass immer eine Definition vorangeht.
Ein topologischer Raum heißt Urysohn-Raum, wenn je zwei verschiedene Punkte durch abgeschlossene Umgebungen getrennt werden können.
Durch abgeschlossene Umgebungen getrennte Mengen sind sicher durch offene Mengen getrennt, denn aus {\displaystyle {\overline {U}}\cap {\overline {V}}=\emptyset } folgt  {\displaystyle U\cap V=\emptyset }.  Die offenen Intervalle {\displaystyle (0,1)} und {\displaystyle (1,2)} im topologischen Raum {\displaystyle \mathbb {R} } sind durch offene Mengen getrennt, denn sie sind ja selbst offen, aber offenbar nicht durch abgeschlossene Umgebungen, denn abgeschlossene Umgebungen müssen {\displaystyle [0,1]} bzw. {\displaystyle [1,2]} und damit den gemeinsamen Punkt 1 enthalten.

## Durch stetige Funktionen getrennte Teilmengen
Zwei disjunkte Teilmengen {\displaystyle A,B\subseteq X} heißen durch eine stetige Funktion getrennt, wenn es eine stetige Funktion des Raumes in das Einheitsintervall {\displaystyle [0,1]} gibt, die {\displaystyle A} nach {\displaystyle \{0\}} und {\displaystyle B} nach {\displaystyle \{1\}} abbildet, in Formeln
{\displaystyle \exists f\colon X\rightarrow [0,1]\colon \,f(a)=0\,\forall a\in A{\text{ und }}f(b)=1\,\forall b\in B}.
Man sagt in dieser Situation, {\displaystyle f} trenne {\displaystyle A} und {\displaystyle B}.
Viele Autoren nennen eine solche Funktion eine Urysohn-Funktion und sprechen davon, dass es zu {\displaystyle A} und {\displaystyle B} eine Urysohn-Funktion gebe.
Das Lemma von Urysohn sagt aus, dass je zwei disjunkte abgeschlossene Mengen eines normalen Raums durch eine stetige Funktion getrennt sind, daher die Bezeichnung Urysohn-Funktion. Ein Hausdorff-Raum, in dem je zwei Punkte durch eine stetige Funktion getrennt sind, heißt ein vollständiger Hausdorff-Raum.
Mengen, die durch eine stetige Funktion {\displaystyle f} getrennt sind, können auch durch abgeschlossene Umgebungen getrennt werden, denn die offenen Mengen {\displaystyle U=f^{-1}([0,{\tfrac {1}{3}}))} und {\displaystyle V=f^{-1}(({\tfrac {2}{3}},1])} leisten offenbar das in der Definition Verlangte. Beispiele für das Versagen der Umkehrung sind schwierig. Es gibt komplizierte reguläre Hausdorff-Räume, auf denen alle stetigen, reellwertigen Funktionen konstant sind. In solchen Räumen kann es keinerlei Trennung durch stetige Funktionen geben, aber je zwei verschiedene Punkte können wegen der Regularität durch abgeschlossene Umgebungen getrennt werden.

## Trennungsbegriff zur Definition eines perfekt normalen Raums
Bei der im vorangegangenen Abschnitt vorgestellten Trennung zweier Mengen {\displaystyle A} und {\displaystyle B} durch eine eine stetige Funktion {\displaystyle f} hat man {\displaystyle A\subseteq f^{-1}(\{0\})} und {\displaystyle B\subseteq f^{-1}(\{1\})}. Man erhält eine offensichtliche Verschärfung dieses Trennungsbegriffs, wenn man hier Gleichheit {\displaystyle A=f^{-1}(\{0\})} und {\displaystyle B=f^{-1}(\{1\})} fordert, in englischsprachiger Literatur nennt man dies auch precisely separated. Da die Urbilder {\displaystyle A=f^{-1}(\{0\})} und {\displaystyle B=f^{-1}(\{1\})} abgeschlossen sind, kann man diesen Trennungsbegriff nur auf abgeschlossene Mengen anwenden. Dass je zwei disjunkte, abgeschlossene Mengen auf diese schärfere Weise durch eine stetige Funktion getrennt werden können, ist eine der äquivalenten Charakterisierungen perfekt normaler Räume.
Dieser Trennungsbegriff für perfekt normale Räume ist auch für abgeschlossene Teilmengen echt stärker als die Trennung durch eine Urysohn-Funktion. Da eine Menge {\displaystyle A} der Form {\displaystyle \textstyle A=f^{-1}(\{0\})=\bigcap _{n\in \mathbb {N} }f^{-1}([0,{\tfrac {1}{n}}))} eine Gδ-Menge sein muss, genügt es, eine abgeschlossene Menge in einem normalen Raum anzugeben, die keine Gδ-Menge ist. Ist {\displaystyle \omega _{1}} die kleinste überabzählbare Ordinalzahl, so ist das Intervall {\displaystyle [0,\omega _{1}]} mit der Ordnungstopologie als kompakter Raum sicher normal und {\displaystyle \{\omega _{1}\}} ist keine Gδ-Menge (siehe auch Tichonow-Planke). Daher sind  {\displaystyle A=\{\omega _{1}\}} und {\displaystyle B=\{0\}} zwei abgeschlossene Mengen, die sich durch Urysohn-Funktionen trennen lassen, nicht aber im hier vorgestellten stärkeren Sinne.